# Pharmaceutische Gesellschaft zu Berlin
Die Pharmaceutische Gesellschaft zu Berlin war eine Vereinigung  von Berliner Apothekern und deren Angestellten, die von 1796 bis Ende der 1830er Jahre bestand. Sie war die erste Gesellschaft weltweit, die sich der wissenschaftlich fundierten Ausbildung von Apothekern widmete.

## Geschichte
1796 gründete ein Herr Moebius, dessen Person ansonsten unbekannt ist, die Pharmaceutische Gesellschaft zur Harmonie. Ihr traten fast alle Berliner Apotheker sowie viele ihrer Mitarbeiter bei. Hauptziel war neben dem geselligen Beisammensein die wissenschaftliche Ausbildung vor allem der jungen Gehilfen. Dazu konnten profilierte Persönlichkeiten wie Jeremias Benjamin Richter, Valentin Rose und Christian Konrad Sprengel als Referenten und Leiter gewonnen werden. Es wurden semesterweise Vorlesungen und Exkursionen zu chemischen, biologischen und weiteren Fachgebieten angeboten.
Die Gesellschaft bestand auch nach der Gründung der dortigen Universität 1810 weiter, obwohl diese ebenfalls Vorlesungen und Seminare zu ähnlichen Themengebieten anbot.
1834 existierte die Gesellschaft noch, danach gibt es keine Informationen mehr über sie. 1840 bestand sie nicht mehr. 1846 wurde eine neue Pharmaceutische Gesellschaft zu Berlin gegründet, die jedoch historisch und personell keinerlei Bezug zu der vorherigen Gesellschaft aufwies. Diese verschwand bald nach ihrem Entstehen wieder. 1890 gründete sich die Pharmaceutische Gesellschaft mit Sitz in Berlin, die sich 1895 in Deutsche Pharmazeutische Gesellschaft umbenannte und bis in die Gegenwart besteht.

## Weitere frühe pharmazeutische Gesellschaften
Seit dem 17. Jahrhundert gab es Vereinigungen von Apothekern, die vor allem organisatorischen Zielen und der gemeinsamen Interessenvertretung dienten, so auch die Berliner Apotheker-Conferenz seit etwa 1723. 1777 wurde das Collège de Pharmacie in Paris gegründet, das sich der wissenschaftlichen Forschung widmete. Im deutschsprachigen Raum entstanden weitere wissenschaftliche pharmazeutische Gesellschaften ab 1801, die meist auch die Ausbildung junger Mitarbeiter beinhalteten.
- Gesellschaft deutscher pharmazeutischer Gehilfen, Bern 1801
- Pharmazeutische Gesellschaft, Hamburg 1801, nur kurz bestehend
- Pharmazeutisch-chemikalische Lesegesellschaft, Wien 1802
- Gesellschaft korrespondierender Pharmazeuten, Augsburg, Aschaffenburg 1803
- Pharmaceutisch-chemikalische Societät, Riga 1803, später Rigasche Pharmazeutische Gesellschaft
- Pharmazeutische Gesellschaft, Hamburg 1818
- Pharmazeutische Gesellschaft, St. Petersburg 1818, deutschsprachige wissenschaftliche Gesellschaft
- Chemisch-pharmazeutischer Leseverein, Prag 1821
- Pharmazeutische Gesellschaft, Breslau 1821
- Pharmazeutische Gesellschaft der Apothekengehülfen, Halle 1824
- Verein studierender Pharmazeuten, München 1831
- Royal Pharmaceutical Society, London, 1841, wissenschaftliche Gesellschaft mit Ausbildung, bis 1991[4]
- Pharmazeutisch-naturwissenschaftlicher Verein, Jena 1843
- Pharmaceutische Gesellschaft zu Berlin, 1846[5]
- Verein konditionierender und studierender Pharmazeuten, Leipzig 1848
- Verein konditionierender und studierender Pharmazeuten, Dresden um 1848
- Deutscher Pharmazeutenverein, 1849

Seit 1875 gehörte zu einer Ausbildung von Pharmazeuten im Deutschen Reich verbindlich ein Studium an einer Universität über drei Semester.